# Engelbrekt-opstand

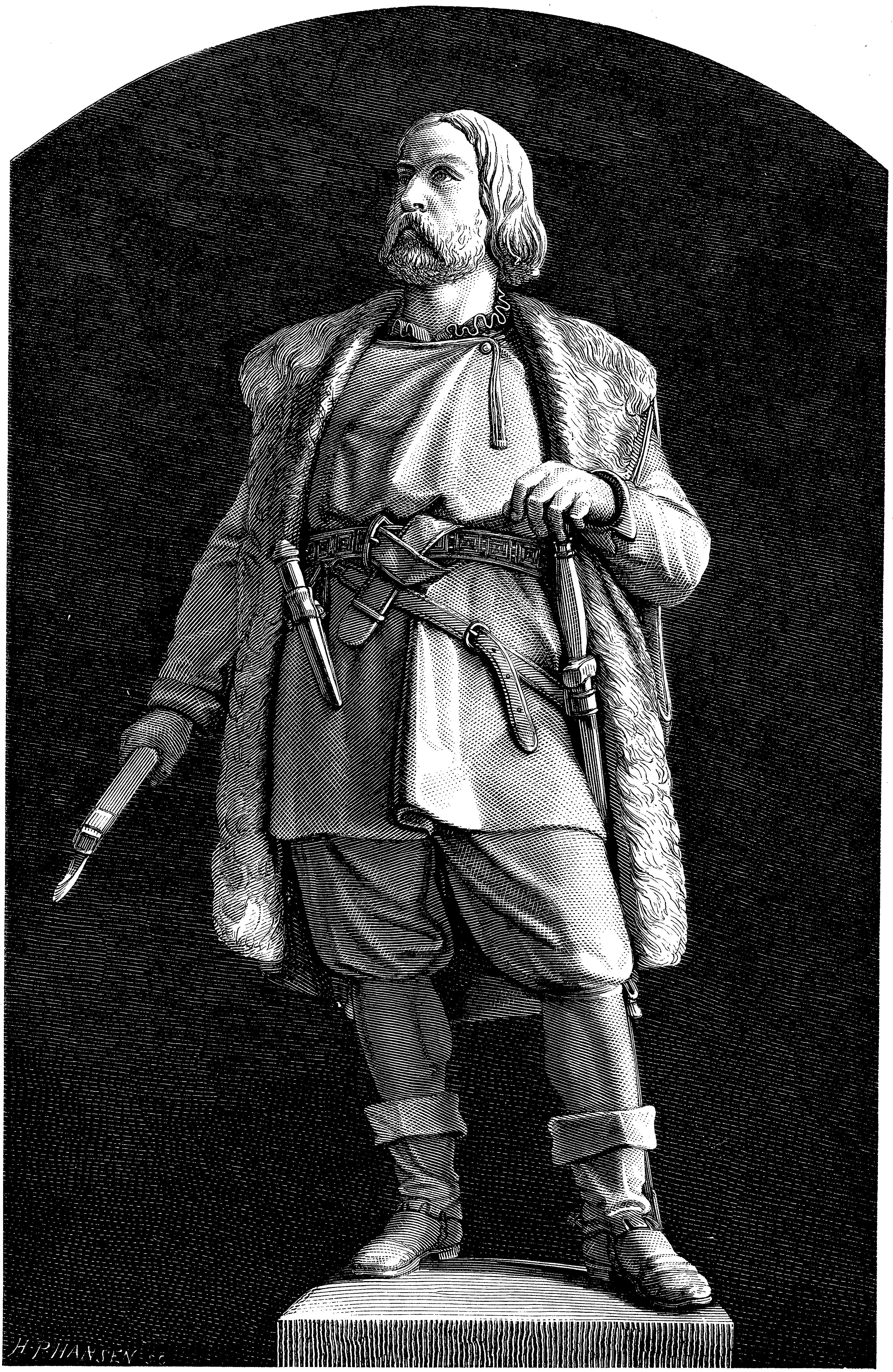
Engelbrekt Engelbrehtsson, leider van de opstand

De Engelbrekt-opstand was een opstand die plaatsvond in de periode 1434-1436, geleid werd door Engelbrekt Engelbrektsson en gericht was tegen Erik VII van Pommeren, de koning van de Kalmarunie.

## Voorgeschiedenis
De oprichting van de Kalmarunie (1397), een personele unie die Zweden en Noorwegen met Denemarken verbond, leidde vanaf het begin tot onvrede bij alle standen binnen Zweden. Hoewel het bestuur van Margaretha van Denemarken, de initiatiefneemster van de Unie, al onrust veroorzaakte, was het vooral haar opvolger Erik VII van Pommeren die het conflict liet escaleren.

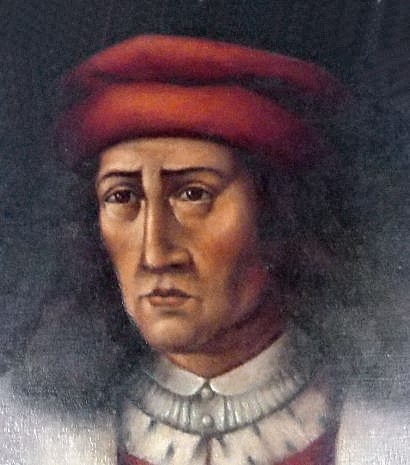
Erik VII van Denemarken

Deze Deense koning, die uitbreiding van zijn macht en gebied nastreefde, was voortdurend in oorlog met de gebieden Sleeswijk, Holstein en Pommeren. De Zweedse import- en exporthandel met deze gebieden had hieronder zwaar te lijden. Zo weigerden Schleswig, Holstein en Pommeren zout en tarwe te leveren aan Zweden en werd het Zweedse ijzer en koper niet meer ingevoerd. Om deze oorlogen te bekostigen legde de Deense koning hoge belastingen op, ook aan de Zweden, waardoor deze dubbel benadeeld werden; betalen voor een oorlog die niet gewenst was.
Een andere maatregel die Erik VII  doorvoerde was de aanstelling van Deense en Duitse edelen als rentmeesters en baljuws van de Zweedse gebieden. Deze strategie was erop gericht om de macht van de kroon te vergroten maar vooral om de inning van de belastingen te garanderen.
Ook de Zweedse clerus werd voor het hoofd gestoten door de koning, doordat hij Deense bisschoppen voordroeg, die vervolgens ook benoemd werden. In 1432 braken de eerste ongeregeldheden uit. Aanleiding was het verzet van de boeren tegen het bestuur van de Deense baljuw Jösse Eriksson, die heer was van het kasteel Borganäs. Zijn bestuur werd omschreven als barbaars. Op aandringen van de Zweden werd hij teruggeroepen door de Deense koning en wist de Zweedse adel de gemoederen enigszins te bedaren.

## De opstand
De ophanden zijnde benoeming van een nieuwe baljuw als opvolger van Jösse Eriksson, maar vooral de voortdurende stagnatie van de Zweedse handel resulteerden in de zomer van 1434 tot een opstand van de boeren en mijnwerkers. Onder het motto “Brand de kastelen af” trokken zij op naar het kasteel Borganäs bij Borlänge en staken het in brand. In die tijd wierp Engelbrekt Engelbrektsson zich op als leider van de opstand en onder zijn leiding werd opgetrokken naar Västerås, waar het kasteel hetzelfde lot onderging.
Inmiddels had een groot deel van de Zweedse adel zich aangesloten bij de beweging en al snel daarop volgde de clerus. Volgende tussenstation werd Uppsala waar Engelbrekt, na de inname, de toezegging deed de belastingen te verlagen. Van hieruit werd opgetrokken naar Stockholm, de stad waarmee een wapenstilstand werd gesloten na onderhandelingen met de burgemeester Hans Kröpelin.
Na Stockholm werd verder zuidwaarts getrokken om in augustus aan te komen in Vadstena. Hier werd een verdrag getekend tussen de standen, waarop een brief aan de Deense koning Erik VII volgde, waarin zijn macht niet langer meer erkend werd. Al plunderend en brandstichtend gingen de troepen nog meer naar het zuiden en vielen zelfs Deens gebied binnen.
De Deense koning Erik VII had ondertussen troepen verzameld en trachtte via Oost-Zweden, het enige deel dat nog niet in handen was van de rebellen, de opstand neer te slaan, maar slaagde daarin niet. In november 1434 sloten Erik VII van Pommeren en Engelbrektsson een vredesverdrag af voor een jaar, waarna nieuwe onderhandelingen zouden moeten volgen.
Op 11 januari 1435 werd een vergadering gehouden, waarin Engelbrekt gekozen werd als militair leider van het koninkrijk (rikshövitsman). Deze vergadering zou de geschiedenis ingaan als de eerste Statenvergadering van Zweden, een vergadering waar alle vier de standen vertegenwoordigd waren (adel, clerus, burgerij en boeren). Naast de benoeming van Engelbrekt werd ook de verdediging van het land besproken en werden bestuurders aangewezen voor de verschillende delen van Zweden.
Op 3 mei 1435 volgde een ontmoeting tussen de Zweden en Denen in Halmstad en er werd besloten om Erik VII weer te erkennen als koning van Zweden onder de voorwaarde dat hij de Zweedse rechten zou erkennen. Het vredesverdrag dat Erik VII had gesloten met Schleswig, Holstein en Pommeren droeg ook bij aan de verbeterde verstandhouding met de Deense koning.
In oktober veranderde de stemming echter. De Deense koning bleek geen gehoor te willen geven aan de roep om verlaging van de belastingen en op zijn initiatief werd de regering van het land herzien, waarbij opnieuw leden van de Deense en Duitse adel werden aangesteld. Engelbrekt Engelbrektsson werd uitgesloten van regeringsdeelname. Dit riep grote weerstand op en leidde tot een tweede opstand in november. Deze dreigde echter te mislukken door interne problemen bij de rebellen.
In januari 1436 werd echter opnieuw een samenkomst georganiseerd waarin de grieven tegen de koning opnieuw werden geuit. Besloten werd om op te trekken naar Stockholm, waar de poorten van de stad door de burgerij werden geopend vanwege hun afkeer van het Duitse bestuur, maar ook uit angst voor een langdurige belegering van de stad. Het bestuur van de stad werd overgedragen aan Karl Knutsson Bonde (de latere koning Karel VIII van Zweden) en Erik Puke. Engelbrekt trok verder het land in om daar de opstandelingen te ondersteunen. 
Het laatste werd de inleiding tot het afnemen van de invloed van Engelbrekt, Hoewel deze gesteund werd door de boeren en burgerij, waren het vooral de adel en clerus die een meer stabiele leider zochten, die als thuisbasis Stockholm zou hebben. Erik Puke was daarbij uitgesloten, omdat hij tijdens de vorige opstand een kasteel van een loyaal Zweeds edelman, Bengt Stensson, had veroverd.  Daarop werd besloten Karl Knutsson Bone net als Engelbrekt te benoemen als militair leider.
Toen op 4 mei 1436 Engelbrekt Engelbrektsson werd vermoord door Måns Bengtsson, zoon van Bengt Stensson, was Karl Knutsson Bonde de enige militair leider van Zweden. Op 1 september 1436 werd het koningschap van Erik VII van Denemarken opnieuw hersteld, waarbij echter bindende voorwaarden werden gesteld waaraan de koning zich diende te houden. Hiermee kwam een einde aan de Engelbrekt-opstand.

## Nasleep

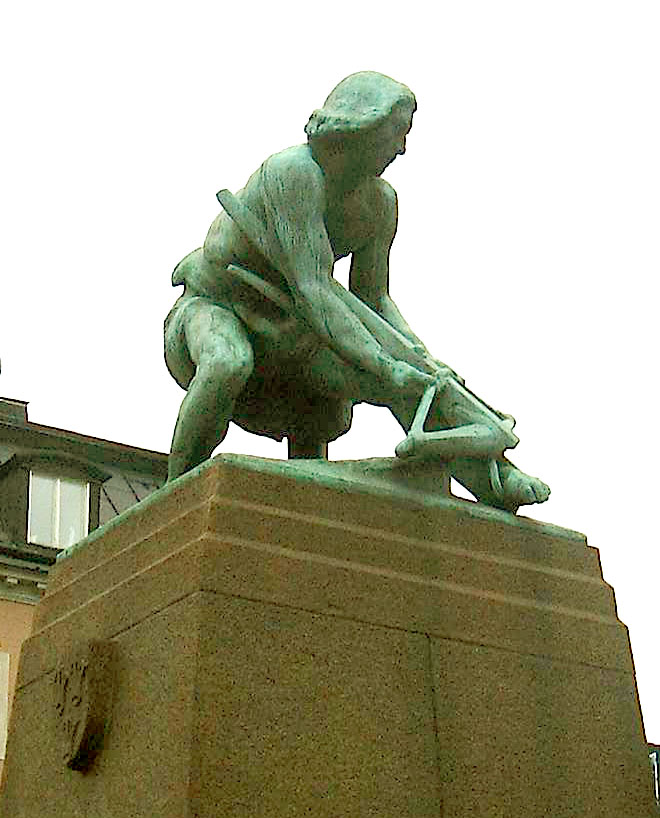
Standbeeld: Engelbrekt Engelbrektsson als held (Stockholm)

Door de grote populariteit van Engelbrekt onder de laagste standen en het gevoel dat aan hun wensen en grieven geen gehoor werd gegeven braken er na september nog verschillende opstanden uit, waarbij Erik Puke de leidersrol op zich nam. Deze opstanden werden echter onderdrukt en in 1437 werd Erik Puke gearresteerd en geëxecuteerd.

## Betekenis van de Engelbrekt-opstand
Door de opstand werd de kwetsbaarheid van de Kalmarunie overduidelijk. Ondanks de erkenning van Erik VII van Denemarken als monarch van de Kalmarunie waren de Zweden erin geslaagd de basis te leggen voor het begin van hun onafhankelijkheid.
In 1935 werd het vijfhonderdjarig bestaan herdacht van de eerste statenvergadering, ‘Riksdag’, die ook zijn oorsprong vond in deze opstand. Met deze eerste bijeenkomst was de basis gelegd voor een democratisch instituut waarin alle geledingen van de bevolking vertegenwoordigd waren.

## Trivia
- Hoewel Karl Knutsson Bonde medestrijder was naast Engelbrekt Engelbrektsson verbood hij, na de moord op laatstgenoemde, dat de verantwoordelijken daarvoor gestraft zouden worden.
- Ook Erik Puke werd slachtoffer van Karl Knuttson Bonde.